# Ernst Firnholzer
Ernst Firnholzer (* 9. Oktober 1903; † 24. Dezember 1961 in München) war ein deutscher Schauspieler, Hörspielsprecher, Zauberkünstler und Autor.

## Leben
Neben der Schauspielerei und Tätigkeit als Zauberkünstler und Regisseur war Ernst Firnholzer Reporter beim Bayerischen Rundfunk.
Im Ortszirkel München des Magischen Zirkels von Deutschland war er ein reges Mitglied, das oftmals Regie bei Veranstaltungen führte. So hat er sich auch maßgeblich an der Organisation des 24. Internationalen Weltkongresses der Magier vom 18. bis 21. September 1936 beteiligt.
In den 1950er Jahren gehörte er als grafischer Mitarbeiter zum Redaktionsteam des Organs Magie.
In der Öffentlichkeit ist Firnholzer besonders mit seiner Buchveröffentlichung bekannt geworden, die er auch selbst illustriert hat.

## Publikationen
- Zaubern leicht gemacht, Franckh’sche Verlagsbuchhandlung, 1. Auflage, 1934, 64 Seiten
- Zaubern leicht gemacht, Franckh’sche Verlagsbuchhandlung, 2. Auflage, 1934, 63 Seiten plus 1 Verlagsseite
- Zaubern leicht gemacht, Franckh’sche Verlagsbuchhandlung, 3. Auflage, 1934, 129 Seiten plus 3 Verlagsseiten
- Zaubern leicht gemacht, Franckh’sche Verlagsbuchhandlung, 4. Auflage, 1936, 129 Seiten plus 1 Verlagsseite
- Zaubern leicht gemacht, Franckh’sche Verlagsbuchhandlung, 5.–8. Tausend, 1936, 129 Seiten plus 3 Verlagsseiten
- Zaubern leicht gemacht, Sarastro GmbH, Paderborn, Nachdruck der 2.–4. Auflage, 2012, 129 Seiten plus eine Verlagsseite ISBN 978-3864710551

## Artikel
- Im Fluge durch das Reich der Magie, Ein Seminar für Anfänger, II. Teil, in: Magie, Heft 3, 23. Jahrgang, März 1940, S. 80

## Mitwirkungen in Filmen
- 1930: Glühende Berge – flammendes Herz, Darsteller
- 1936: Das Preislied, Regie
- 1941: Venus vor Gericht, Darsteller
- 1955: Der Fischer vom Heiligensee, Darsteller
- 1956: Der Jäger von Fall, Darsteller
- 1957: Der Bauerndoktor von Bayrischzell, Darsteller

## Hörspiele
Die ARD-Hörspieldatenbank enthält (Stand: Oktober 2024)für den Zeitraum von 1924 bis 1929 insgesamt 113 Datensätze, bei denen Ernst Firnholzer als Sprecher und ein mal als Autor geführt wird. Hierbei muss berücksichtigt werden das die Jahrgänge von 1930 bis Kriegsende 1945 in der Datenbank noch nicht erfasst sind. Eine weitere Sprechrolle hatte er noch 1955.
- 1928: Als Autor: Sie ist nicht eifersüchtig. Lustspiel in einem Akt – Regie: Albert Spenger (Sendespiel (Hörspielbearbeitung) – Deutsche Stunde in Bayern)
- 1955: Joseph Maria Lutz: Der Schmied von Kochel. Ein volkstümliches Hörspiel um die Sendlinger Weihnacht 1705 (Sprechrolle) – Bearbeitung und Regie: Willy Purucker (Hörspielbearbeitung – BR)